# Spatholobus sinensis
Spatholobus sinensis là một loài thực vật có hoa trong họ Đậu. Loài này được Chun & T.C. Chen miêu tả khoa học đầu tiên năm 1958.